# Vinhadalhos

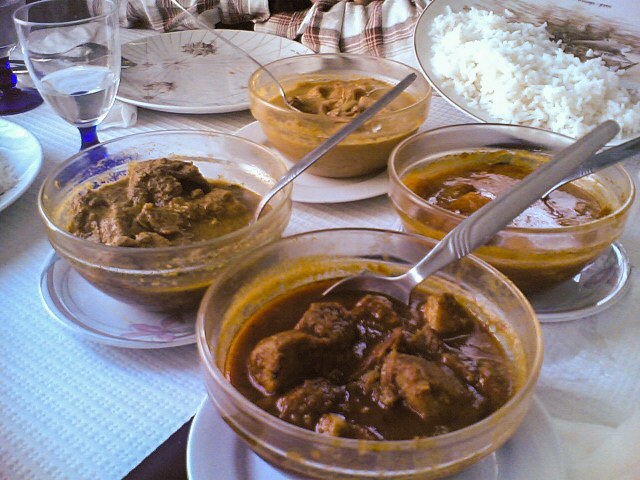
Vinhadalho

A vinhadalhos (vinha-d'alhos ou vinha-d'alho) é uma marinada típica de Portugal. Como o nome indica, é feito basicamente de vinho e alhos, mas contendo sempre sal e, muitas vezes, outros temperos, tais como o cominho e o colorau.
Esta marinada é praticamente obrigatória para os pratos de coelho da culinária de Portugal, como o coelho à caçador, e tradicionalmente feita com vinho tinto. 
A vinha d'alhos deu origem ao vindalho, prato da Culinária de Goa.